# Антиреставрація білоруських церков Московським патріархатом

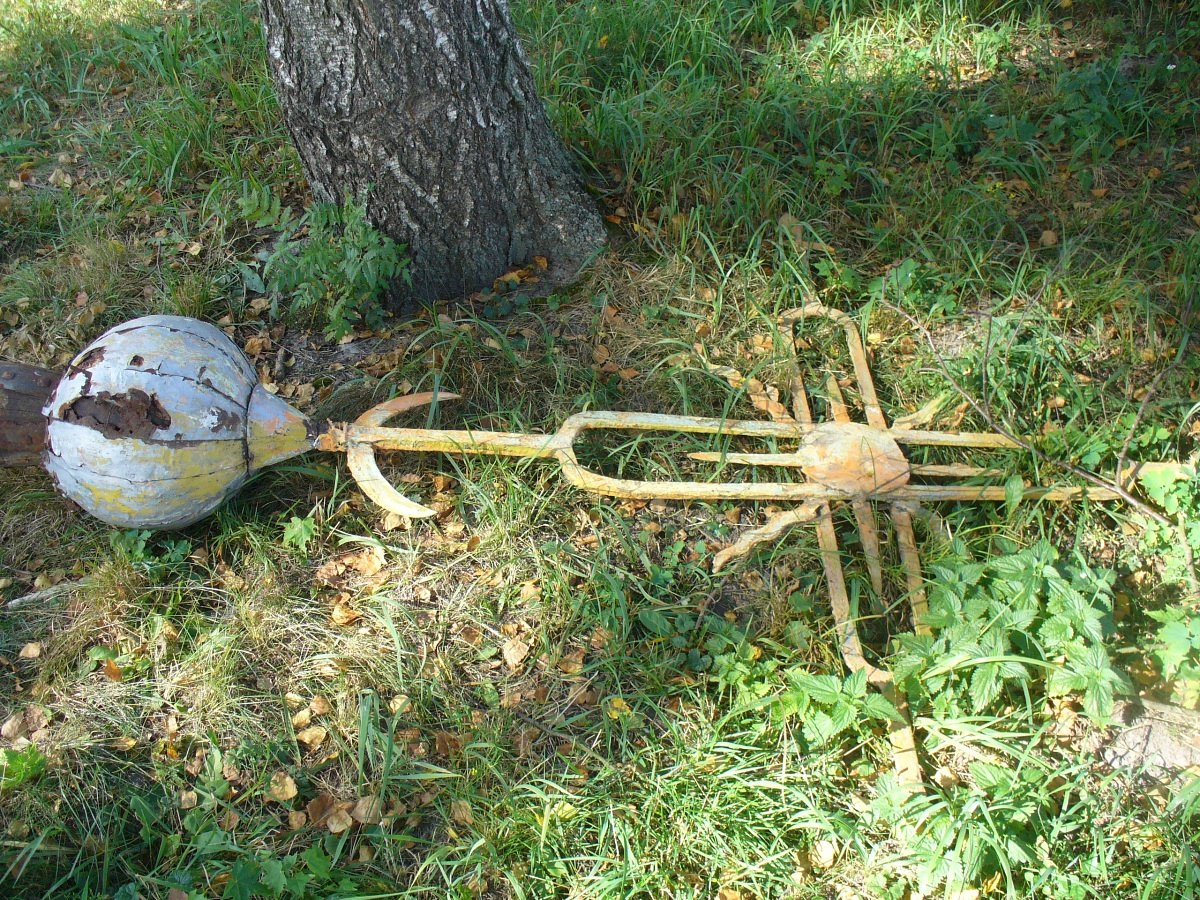
Викинутий автентичний 4-кінцевий хрест з церкви у Велемичах, замінений на 8-кінцевий московський

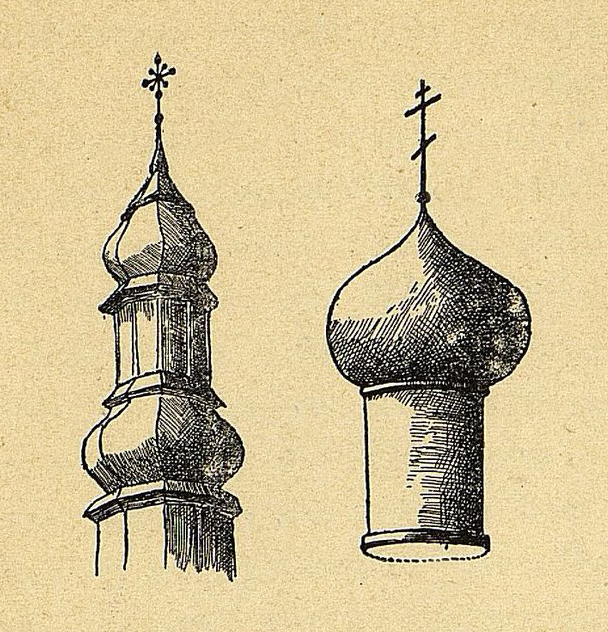
Білоруська баня (грецький хрест) і російська цибуляста баня (московський хрест)

Антиреставрація білоруських церков Московським патріархатом — перебудова пам'яток сакральної архітектури Білорусі, які перебувають у володінні Білоруського екзархату Московського патріархату. По активізації релігійного життя в 1990-ті роки явище набуло масового характеру. Ці перебудови виконуються з порушенням чинного законодавства у сфері охорони пам'яток, характеризуючись цілеспрямованим насадженням позолочених цибулястих бань — символів російської культової архітектури, зміною автентичного вигляду окремих архітектурних елементів, використанням недопустимих при реставрації будівельних матеріалів і методик.
Архітектор-реставратор Володимир Папруга вказує на те, що метою московських перебудов білоруських церков є знищення культурних особливостей Білорусі:
|  | І що таке натягування російських «цибулин» на білоруські храми, які з Московським патріархатом нічого спільного не мали відпочатку? Це фактично та сама метафора — як з Білорусі зробити Росію, тобто позбавити її своєї мови. Коли людина змінює свій внутрішній код, переходить на іншу мову, вона стає іншою. Коли ми на білоруські храми натягуємо російські «цибулини», вони стають Росією. Це такий методологічний асиміляційний принцип. Оригінальний текст (біл.) І што такое нацягваньне расейскіх «цыбулін» на беларускія храмы, якія да Маскоўскай патрыярхіі нічога агульнага ня мелі ад пачатку? Гэта фактычна тая ж мэтафара — як зь Беларусі зрабіць Расею, то бок пазбавіць яе сваёй мовы. Калі чалавек мяняе свой унутраны код, пераходзіць на іншую мову, ён робіцца іншым. Калі мы на беларускія храмы нацягваем расейскія «цыбуліны», яны робяцца Расеяй. Гэта такі мэтадалягічны асыміляцыйны прынцып. |

Через знищення пам'яток архітектури 2008 року філософи Олесь Антипенко і Валентин Акудович, архітекторка Ірина Лавровська, мистецтвознавці Сергій Харевський і Максим Жбанков спрямували в Білоруський екзархат Московського патріархату і Міністерство культури Республіки Білорусь звернення, у якому вимагали спинити руйнування білоруської історично-культурної спадщини:
|  | Вважаємо своїм моральним обов'язком апелювати до громадянської та культурної спільноти країни з метою висловити рішучий протест проти антикультурної, антибілоруської діяльності РПЦ. Звертаємо також увагу на те, що руйнування автохтонної культури та білоруських історичних пам’яток — один з проявів типової колоніальної політики, яку російська влада здійснювала протягом декількох минулих століть в окупованій і приєднаної до імперії Білорусі. Нині цю політику продовжує РПЦ. Ми вимагаємо спинити руйнування нашої спадщини! Оригінальний текст (біл.) Лічым сваім маральным абавязкам апэляваць да грамадзянскай і культурніцкай супольнасьці краіны з мэтаў выказаць рашучы пратэст супраць антыкультурнай, антыбеларускай дзейнасьці РПЦ. Зьвяртаем таксама ўвагу на тое, што разбурэньне аўтахтоннай культуры і беларускіх гістарычных помнікаў — адна з праяваў тыповай каляніяльнай палітыкі, што расейскія ўлады ажыцьцяўлялі цягам некалькіх мінулых стагодзьдзяў у акупаванай і далучанай да імпэрыі Беларусі. Цяпер гэтую палітыку працягвае РПЦ. Мы патрабуем спыніць разбурэньне нашай спадчыны! |

З 2010-х років антиреставраційна активність Білоруського екзархату Московського патріархату набула безпрецедентних масштабів, зіставну з діяльністю Муравйова-вішальника у справі москалізації колишнього Великого князівства Литовського. Унаслідок проведених реконструкцій свій автентичний вигляд втратили церкви в Бездежі, Воловлі, Велемичах, Войській, Гощево, Домашанах, Малих Лядах, Мстиславі, Новогрудку, Новому Свержені, Опелі, Пацевичах, Покрах, Слуцьку, Толочині, Трабах, Чернавчицях, Чашниках, Шумаках, монастир у Гродно, монастирська брама в Могильові, колишні костели в Клецьку, Малих Щитниках, Островно, Сьомковому Городку та Слоніму. Реконструкція незворотно змінила внутрішній вигляд пам'яток, їхні конструкції, мистецько-архітектурне оздоблення, що є порушенням статей 27; 28; 29; 32; 33; 36; 37; 45 Закону «Про охорону історико-культурної спащини Республіки Білорусь» від 9 січня 2006 року.
Незважаючи на звернення до правоохоронних органів, усі перелічені випадки лишилися безкарними.
У 2004 році керівник Білоруського екзархату Філарет (Вахромєєв) спрямував лист голові мінського міськвиконкому Павлову, у якому виступив з ініціативою замість відновлення церкви Святого Духа, унікальної пам'ятки архітектури Великого князівства Литовського епохи Ренесансу, збудувати на місці її фундаменту і крипти нову каплицю Московського патріархату. Ще одну каплицю на честь Олександра Невського він пропонував поставити на місці фундаментів Малого гостиного двору. У 2015 році керівник Білоруського екзархату Павло (Пономарьов) вручив церковний орден настоятелю слонімського храму Дмитрові Сьомуху, який перед цим встановив величезні золоті цибулясті бані на колишній костел бернардинів. 26 березня 2016 року Павло (Пономарьов) спрямував віце-прем'єру Білорусі офіційне звернення, у якому просить позбавити статусу історично-культурної цінності три будинки XIX ст. у Мінську з наступним обґрунтуванням: «оскільки вони не мають жодного історичного значення і не мають культурної чи архітектурної значущості».
У травні 2018 року на сайті Petitions.by проводився збір підписів проти антиреставрації білоруських церков. Загалом підписалося 1479 осіб. Підписанти петиції вимагали припинити знищення автентичної білоруської архітектури, провести розслідування і пояснити, чому вигляд архітектурних пам'яток змінюється безкарно, чи це робиться з дозволу Міністерства культури, а також повернути пам'яткам архітектури автентичний вигляд за кошт тих, хто робив перебудову, і створити публічну систему нагляду за станом старих будинків, а не тільки тих, що взяті під охорону.